# Rolex Air-King
La Rolex Air-King est une montre créée en 1945 pour rendre hommage aux pilotes de la Royal Air Force. Relancée en 2016, l'Air King reste fidèle à l'esprit de ses prédécesseurs. 
Elle est dotée d'un boitier plus large de 40 mm et son mouvement est protégé par écran magnétique, à l'instar de la Rolex Milgauss. Son prix est légèrement inférieur à celui de la Rolex Explorer 39 mm (le mouvement de l'Explorer n'est pas équipée de protection magnétique mais son mouvement est doté d'absorbeurs de chocs Paraflex contrairement à celui de l'Air-King),.